# パナシェ
パナシェ （フランス語: Panaché） とは、ビールをベースにした冷たいロングドリンク。パナシェは、フランス語で「混ぜ合わせた」を意味する言葉。出来上がりが、あくまで透明でなくては正しいパナシェとは言えないとされる。

## 標準的なレシピ
- ビール ： 透明なレモン炭酸飲料 ＝ 1：1

## 作り方
まずビールと透明なレモン炭酸飲料をよく冷やした上で、ゴブレット（容量300ml程度）にビールを注ぎ、そこに同量の透明なレモン炭酸飲料を静かに注げば完成である。基本的にステアは行わない。

## 備考
- グラスは、ゴブレットの他、ビア・グラス（ジョッキ）やタンブラーが使われることもある。
- イギリスでは、パナシェのこともシャンディ・ガフ、またはシャンディと呼ぶ[3][4][5][6]。
- 使用される炭酸飲料は、レモン風味の炭酸飲料に限定されず、単に透明な炭酸飲料であれば良いとするレシピもある[7][8]。
- ドイツでは同様のカクテルを「ラードラー」（独: Radler）、ハンブルクなどの北ドイツでは「アルスター」独: Alster）あるいは「アルスターヴァッサー」（独: Alsterwasser）と呼ぶ[9]。
- これはビールを使ったカクテル全般に言えることだが、味が薄くなるためグラスに氷は入れない[10]。
- 昼食にワインを合わせるフランスのビジネスマンも、近年[いつ?]の風潮を踏まえて、ワインの代わりに低アルコール飲料のパナシェを選ぶことが多くなった。[要出典]

## フランスのレシピ
- ビール ： レモネード ＝ 1：1

### 作り方
ビールをゴブレット（容量300ml程度）に注いだ後、同量のレモネードを静かに注ぐ。基本的にステアは行わない。

### 備考
なお、レモン・ジュースをそのまま入れると濁りが生じる。そうなると正しいパナシェとは言えなくなるので、注意が必要。
ちなみに、たとえこのレシピで作ったとしても、イギリスではこれをシャンディー・ガフと呼ぶ。

### フランスのレシピの参考文献
- 上田 和男 監修『カクテル・ハンドブック』池田書店、1997年7月31日。ISBN 4-262-12007-4。
- オキ・シロー『カクテル・コレクション』ナツメ社、1990年3月24日。ISBN 4-8163-0857-1。
- 福西 英三『カクテルズ』ナツメ社、1996年9月1日。ISBN 4-8163-1744-9。